# Cyrtocarenum grajum
Cyrtocarenum grajum är en spindelart som först beskrevs av Carl Ludwig Koch 1836.  Cyrtocarenum grajum ingår i släktet Cyrtocarenum och familjen Ctenizidae. Inga underarter finns listade i Catalogue of Life.